# 小樽仏壇

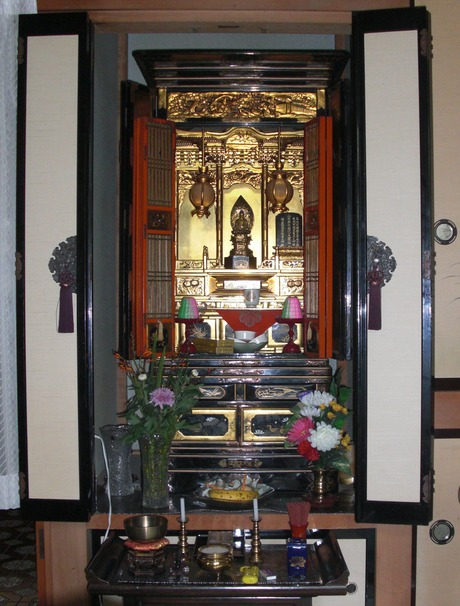
小樽仏壇。小樽市内の民家にて。

小樽仏壇（おたるぶつだん）とは、北海道小樽市を中心とした地域で製作される金仏壇。

## 起源・歴史
小樽で仏壇製作がはじまったのは明治20年代とされる。
小樽は新潟県出身者が多かったので、形式としては新潟・白根仏壇の系譜を引く。塗師が新潟から移住し、その後、次第に仏壇を組み立てる木地師などの職人が定住するようになった。
道内生産の90％以上を小樽で独占しており、圧倒的なシェアを誇る。北海道は元々、大型で高価な仏壇の売れない地域であり、そうしたこともあって小樽仏壇は道内で根強い人気があった。昭和50年代まで小樽では盛んに仏壇が製造され、道内に出荷されていたが、近年、海外製の仏壇に押されてきている。

## 特徴
大型のものはなく、小型または中型のものとなっている。上代価格で30万円以下のものが大半である。

## 製造工程
木地師、塗師（箔押し師を兼ねる）、彫刻師、蒔絵師、金具師の五分業制。